# Dåren
Dåren, är en brittisk film från 1990. Den handlar om en arbetare i viktorianska London utger sig för att vara en förmögen lord och ett finansgeni. 

## Rollista (i urval)
- Derek Jacobi - Mr. Frederick and Sir John
- Maria Aitken - Lady Amalia
- Irina Brook - Georgiana Shillibeer
- Graham Fletcher-Cook - Whistling Billy
- Jim Carter - Mr. Blackthorn
- Jonathan Cecil - Sir Martin Locket
- John McEnery - Mr. Maclean
- James Cosmo - Mr. Bowring
- Rosalie Crutchley - Mrs. Harris
- Miranda Richardson - Columbine/Rosalind/Ophelia